# Marcellina (Latium)
Marcellina ist eine Gemeinde in der Metropolitanstadt Rom in der italienischen Region Latium  mit 7008 Einwohnern (Stand 31. Dezember 2023). Sie liegt 43 km nordöstlich von Rom und 11 km nördlich von Tivoli.

## Geographie
Marcellina liegt in den Monti Lucretili nördlich von Tivoli. Es ist Mitglied der Comunità Montana Monti Sabini e Tiburtini.
Die Nachbarorte sind Guidonia Montecelio, San Polo dei Cavalieri und Tivoli.

### Verkehr
Die Staatsstraße 636 verbindet Marcellina mit Tivoli und der Autobahn A24, Auffahrt Tivoli. Der Bahnhof Palombara-Marcellina (4 km vom Ortskern entfernt) liegt an der Bahnstrecke Rom–Avezzano.

## Bevölkerungsentwicklung
| Jahr      | 1881 | 1901 | 1921 | 1936 | 1951 | 1971 | 1991 | 2001 |
| --------- | ---- | ---- | ---- | ---- | ---- | ---- | ---- | ---- |
| Einwohner | 937  | 1377 | 2085 | 2787 | 3750 | 4145 | 5175 | 5508 |

Quelle: ISTAT

## Politik
Alessandro Lundini (Lista Civica: Progetto Marcellina) trat am 13. Juni 2016 nach der letzten Kommunalwahl das Bürgermeisteramt an.